# Gottfried von Schröder
Johann Gottfried von Schröder, né à Berlin vers 1735 et mort au château de Pellendorf (de), près de Mistelbach, le 18 février 1807, est un officier et baron au service de la monarchie des Habsbourg.

## Biographie
Il a commencé sa carrière militaire à 17 ans sur les champs de bataille de la guerre de Sept Ans. Vers la fin du conflit, il reçoit la Croix de Chevalier de l'Ordre de Marie-Thérèse en 1762 pour la défense héroïque de la forteresse de Schweidnitz (en), et à partir de 1766, il est autorisé à s'appeler Freiherr. Pendant la guerre de Succession de Bavière, il commande une unité d'infanterie (1779) et quelque temps plus tard, il est promu général (1786). Il est envoyé aux Pays-Bas autrichiens, troublés par la résistance aux réformes de l'empereur Joseph II.
Une petite armée d'insurgés menée par Jean-André van der Mersch s'étant retranchée à Turnhout, Schröder décide de les attaquer directement le 27 octobre 1789, sans attendre les deux colonnes envoyées par Richard d'Alton. C'est ainsi qu'il perd la bataille de Turnhout.
Ensuite, le 9 novembre, il reçoit l'ordre d'avancer vers Saint-Nicolas avec son bataillon d'infanterie et son escadron de hussards pour empêcher les patriotes (nl) de passer à Gand. Cependant, il n'est pas arrivé à temps, en partie parce que ses soldats ont dû peaufiner leur équipement (Schröder a maintenu une discipline de fer, qui ne l'a pas fait aimer de ses subordonnés). Pendant les Quatre journées de Gand, le baron mène une sortie du château des Espagnols le 15 novembre. Après quinze minutes, un garçon le frappe à la jambe avec un gros clou tiré d'un tromblon fait maison : Schröder ordonne alors de battre en retraite. La perte de Gand lui étant imputée, l'empereur Joseph II, charge d'Alton d'informer Schröder qu'il est démis de ses fonctions et qu'il doit retourner en Autriche. Pendant ce temps, la révolution brabançonne se dessine.
L'année suivante, l'empereur meurt et Schröder est repris dans l'armée. En février 1793, il devient Feldmarschall-Leutnant et commande ainsi les troupes autrichiennes pendant la guerre de la première coalition, à la place de Beaulieu. À Arlon, Schröder est débordé par un ennemi plus fort le 9 mai, après quoi il se retire avec Bender dans la forteresse de Luxembourg, qu'il parvient à défendre pendant huit mois. En 1795, il devient commandant de Cracovie. Il meurt à l'âge de 72 ans dans son château de Pellendorf (de), en Autriche.